# Hidaka-Hauptlinie
| Küstenlandschaft an der Hidaka-Linie |                   |                              |                       |
| |                   |                              |                       |
| Streckenlänge: | 146,5 km          |                              |                       |
| Spurweite: | 1067 mm (Kapspur) |                              |                       |
| Maximale Neigung: | 25 ‰              |                              |                       |
| Streckengeschwindigkeit: | 95 km/h           |                              |                       |
| Zweigleisigkeit: | nein              |                              |                       |
| |                   |                              |                       |
| Gesellschaft: | JR Hokkaidō       |                              |                       |
| \| \| \| ↑ Muroran-Hauptlinie \| 1892– \| \| \| 0,0 \| Tomakomai (苫小牧) \| 1892– \| \| \| \| alte Streckenführung \| 1913–1962 \| \| \| 0,4 \| Güterbahnhof Tomakomai \| 1987– \| \| \| \| Hafenbahn Tomakomai \| 1968–2001 \| \| \| \| → Muroran-Hauptlinie \| 1892– \| \| \| 13,1 \| Yūfutsu (勇払) \| 1962– \| \| \| \| \| \| \| \| \| Yūfutsu \| 1913–1962 \| \| \| \| Abira-gawa \| \| \| \| \| Atsuma-gawa \| \| \| \| 22,7 \| Hama-Atsuma (浜厚真) \| 1913– \| \| \| 27,0 \| Hama-Taura (浜田浦) \| 1959– \| \| \| 30,5 \| Mukawa (鵡川) \| 1913– \| \| \| \| → Tomiuchi-Linie \| 1943–1986 \| \| \| \| Ausweiche Mukawa \| 1913–1927 \| \| \| \| Mukawa \| \| \| \| 34,5 \| Shiomi (汐見) \| 1959–2015 \| \| \| \| Fuihappu-hama (フイハップ浜) \| 1989–1993 \| \| \| 43,6 \| Tomikawa (富川) \| 1913–2015 \| \| \| \| → Saru-Bahn \| 1922–1951 \| \| \| \| Saru-gawa \| \| \| \| 51,3 \| Hidaka-Mombetsu (日高門別) \| 1924–2015 \| \| \| \| Hidakamombetsu-gawa \| \| \| \| \| Hae-gawa \| \| \| \| 56,3 \| Toyosato (豊郷) \| 1924–2015 \| \| \| \| Kenomai-gawa \| \| \| \| 61,1 \| Kiyohata (清畠) \| 1924–2015 \| \| \| \| Kabari-gawa \| \| \| \| 65,6 \| Atsuga (厚賀) \| 1924–2015 \| \| \| \| Atsubetsu-kawa \| \| \| \| 71,1 \| Ōkaribe (大狩部) \| 1958–2015 \| \| \| 73,1 \| Seppu (節婦) \| 1926–2015 \| \| \| \| \| \| \| \| 77,2 \| Niikappu (新冠) \| 1926–2015 \| \| \| 82,1 \| Shizunai (静内) \| 1926–2015 \| \| \| \| Shizunai-gawa \| \| \| \| \| Shizunai-kaisuiyokujō \| \| \| \| \| (静内海水浴場) \| 1991–1992 \| \| \| 90,9 \| Higashi-Shizunai (東静内) \| 1933–2015 \| \| \| \| (4 Tunnel) \| \| \| \| 97,0 \| Harutachi (春立) \| 1933–2015 \| \| \| 99,4 \| Hidaka-tōbetsu (日高東別) \| 1933–2015 \| \| \| \| \| \| \| \| 105,8 \| Hidaka-Mitsuishi (日高三石) \| 1933–2015 \| \| \| 109,8 \| Hōei (蓬栄) \| 1958–2015 \| \| \| 113,0 \| Honkiri (本桐) \| 1935–2015 \| \| \| \| \| \| \| \| 120,2 \| Ogifushi (荻伏) \| 1935–2015 \| \| \| \| Motoura-gawa \| \| \| \| \| \| \| \| \| 125,1 \| Efue (絵笛) \| 1958–2015 \| \| \| \| \| \| \| \| 130,3 \| Urakawa (浦河) \| 1958–2015 \| \| \| \| \| \| \| \| 132,4 \| Higashichō (東町) \| 1977–2015 \| \| \| 136,9 \| Hidaka-horobetsu (日高幌別) \| 1937–2015 \| \| \| \| Hidaka-horobetsu-gawa \| \| \| \| 141,1 \| Utoma (鵜苫) \| 1937–2015 \| \| \| \| \| \| \| \| 143,6 \| Nishi-Samani (西様似) \| 1937–2015 \| \| \| \| \| \| \| \| 146,5 \| Samani (様似) \| 1937–2015 \| |                   |                              |                       |
| Strecke |                   | ↑ Muroran-Hauptlinie         | 1892–                 |
| Bahnhof | 0,0               | Tomakomai (苫小牧)           | 1892–                 |
| |                   | alte Streckenführung         | 1913–1962             |
| Dienststation / Betriebs- oder Güterbahnhof | 0,4               | Güterbahnhof Tomakomai       | 1987–                 |
| Abzweig geradeaus und nach links (Strecke außer Betrieb) · Abzweig geradeaus und ehemals nach rechts |                   | Hafenbahn Tomakomai          | 1968–2001             |
| Strecke (außer Betrieb) · Abzweig geradeaus und nach links |                   | → Muroran-Hauptlinie         | 1892–                 |
| Strecke (außer Betrieb) · Bahnhof | 13,1              | Yūfutsu (勇払)               | 1962–                 |
| |                   |                              |                       |
| ehemaliger Haltepunkt / Haltestelle |                   | Yūfutsu                      | 1913–1962             |
| Brücke über Wasserlauf |                   | Abira-gawa                   | Abira-gawa            |
| Brücke über Wasserlauf |                   | Atsuma-gawa                  | Atsuma-gawa           |
| Haltepunkt / Haltestelle | 22,7              | Hama-Atsuma (浜厚真)         | 1913–                 |
| Haltepunkt / Haltestelle | 27,0              | Hama-Taura (浜田浦)          | 1959–                 |
| Kopfbahnhof Strecke ab hier außer Betrieb | 30,5              | Mukawa (鵡川)                | 1913–                 |
| Abzweig geradeaus und nach links (Strecke außer Betrieb) |                   | → Tomiuchi-Linie             | 1943–1986             |
| Blockstelle (Strecke außer Betrieb) |                   | Ausweiche Mukawa             | 1913–1927             |
| Brücke über Wasserlauf (Strecke außer Betrieb) |                   | Mukawa                       | Mukawa                |
| Haltepunkt / Haltestelle (Strecke außer Betrieb) | 34,5              | Shiomi (汐見)                | 1959–2015             |
| Haltepunkt / Haltestelle (Strecke außer Betrieb) |                   | Fuihappu-hama (フイハップ浜) | 1989–1993             |
| Bahnhof (Strecke außer Betrieb) | 43,6              | Tomikawa (富川)              | 1913–2015             |
| Abzweig geradeaus und nach links (Strecke außer Betrieb) |                   | → Saru-Bahn                  | 1922–1951             |
| Brücke über Wasserlauf (Strecke außer Betrieb) |                   | Saru-gawa                    | Saru-gawa             |
| Bahnhof (Strecke außer Betrieb) | 51,3              | Hidaka-Mombetsu (日高門別)   | 1924–2015             |
| Brücke über Wasserlauf (Strecke außer Betrieb) |                   | Hidakamombetsu-gawa          | Hidakamombetsu-gawa   |
| Brücke über Wasserlauf (Strecke außer Betrieb) |                   | Hae-gawa                     | Hae-gawa              |
| Haltepunkt / Haltestelle (Strecke außer Betrieb) | 56,3              | Toyosato (豊郷)              | 1924–2015             |
| Brücke über Wasserlauf (Strecke außer Betrieb) |                   | Kenomai-gawa                 | Kenomai-gawa          |
| Haltepunkt / Haltestelle (Strecke außer Betrieb) | 61,1              | Kiyohata (清畠)              | 1924–2015             |
| Brücke über Wasserlauf (Strecke außer Betrieb) |                   | Kabari-gawa                  | Kabari-gawa           |
| Haltepunkt / Haltestelle (Strecke außer Betrieb) | 65,6              | Atsuga (厚賀)                | 1924–2015             |
| Brücke über Wasserlauf (Strecke außer Betrieb) |                   | Atsubetsu-kawa               | Atsubetsu-kawa        |
| Haltepunkt / Haltestelle (Strecke außer Betrieb) | 71,1              | Ōkaribe (大狩部)             | 1958–2015             |
| Haltepunkt / Haltestelle (Strecke außer Betrieb) | 73,1              | Seppu (節婦)                 | 1926–2015             |
| Tunnel (Strecke außer Betrieb) |                   |                              |                       |
| Haltepunkt / Haltestelle (Strecke außer Betrieb) | 77,2              | Niikappu (新冠)              | 1926–2015             |
| Bahnhof (Strecke außer Betrieb) | 82,1              | Shizunai (静内)              | 1926–2015             |
| Brücke über Wasserlauf (Strecke außer Betrieb) |                   | Shizunai-gawa                | Shizunai-gawa         |
| Haltepunkt / Haltestelle (Strecke außer Betrieb) |                   | Shizunai-kaisuiyokujō        | Shizunai-kaisuiyokujō |
| Strecke (außer Betrieb) |                   | (静内海水浴場)               | 1991–1992             |
| Haltepunkt / Haltestelle (Strecke außer Betrieb) | 90,9              | Higashi-Shizunai (東静内)    | 1933–2015             |
| Tunnel (Strecke außer Betrieb) |                   | (4 Tunnel)                   | (4 Tunnel)            |
| Haltepunkt / Haltestelle (Strecke außer Betrieb) | 97,0              | Harutachi (春立)             | 1933–2015             |
| Haltepunkt / Haltestelle (Strecke außer Betrieb) | 99,4              | Hidaka-tōbetsu (日高東別)    | 1933–2015             |
| Tunnel (Strecke außer Betrieb) |                   |                              |                       |
| Haltepunkt / Haltestelle (Strecke außer Betrieb) | 105,8             | Hidaka-Mitsuishi (日高三石)  | 1933–2015             |
| Haltepunkt / Haltestelle (Strecke außer Betrieb) | 109,8             | Hōei (蓬栄)                  | 1958–2015             |
| Bahnhof (Strecke außer Betrieb) | 113,0             | Honkiri (本桐)               | 1935–2015             |
| Tunnel (Strecke außer Betrieb) |                   |                              |                       |
| Haltepunkt / Haltestelle (Strecke außer Betrieb) | 120,2             | Ogifushi (荻伏)              | 1935–2015             |
| Brücke über Wasserlauf (Strecke außer Betrieb) |                   | Motoura-gawa                 | Motoura-gawa          |
| Tunnel (Strecke außer Betrieb) |                   |                              |                       |
| Haltepunkt / Haltestelle (Strecke außer Betrieb) | 125,1             | Efue (絵笛)                  | 1958–2015             |
| Tunnel (Strecke außer Betrieb) |                   |                              |                       |
| Bahnhof (Strecke außer Betrieb) | 130,3             | Urakawa (浦河)               | 1958–2015             |
| Tunnel (Strecke außer Betrieb) |                   |                              |                       |
| Haltepunkt / Haltestelle (Strecke außer Betrieb) | 132,4             | Higashichō (東町)            | 1977–2015             |
| Haltepunkt / Haltestelle (Strecke außer Betrieb) | 136,9             | Hidaka-horobetsu (日高幌別)  | 1937–2015             |
| Brücke über Wasserlauf (Strecke außer Betrieb) |                   | Hidaka-horobetsu-gawa        | Hidaka-horobetsu-gawa |
| Haltepunkt / Haltestelle (Strecke außer Betrieb) | 141,1             | Utoma (鵜苫)                 | 1937–2015             |
| Tunnel (Strecke außer Betrieb) |                   |                              |                       |
| Haltepunkt / Haltestelle (Strecke außer Betrieb) | 143,6             | Nishi-Samani (西様似)        | 1937–2015             |
| Tunnel (Strecke außer Betrieb) |                   |                              |                       |
| Kopfbahnhof Streckenende (Strecke außer Betrieb) | 146,5             | Samani (様似)                | 1937–2015             |

Die Hidaka-Hauptlinie (jap. 日高本線, Hidaka-honsen) ist eine Eisenbahnstrecke auf der japanischen Insel Hokkaidō, die von der Bahngesellschaft Hokkaido Railway Company (JR Hokkaido) betrieben wird. Sie führt von Tomakomai in südöstlicher Richtung nach Mukawa, während der Streckenabschnitt nach Samani seit 2015 nicht mehr befahren und 2021 endgültig stillgelegt wurde.

## Beschreibung
Die in Kapspur (1067 mm) verlegte Strecke ist 30,5 km lang (früher 146,5 km). Sie beginnt im Bahnhof Tomakomai, wo sie an die Muroran-Hauptlinie angebunden ist. Auf den ersten rund sieben Kilometern ist die Streckenführung identisch; in diesem Bereich befindet sich ein von JR Freight betriebener Güterbahnhof. Anschließend folgt die Hidaka-Hauptlinie dem schmalen Küstenstreifen zwischen Pazifischem Ozean bis zum Bahnhof Mukawa. Die gesamte Strecke ist (mit Ausnahme des mit der Muroran-Hauptlinie geteilten Abschnitts) einspurig und nicht elektrifiziert. 
Insgesamt werden im Personenverkehr fünf Bahnhöfe und Haltestellen bedient. Täglich verkehren acht Zugpaare im Regionalverkehr zwischen Tomakomai und Mukawa. Zum Einsatz kommen Dieseltriebwagen des Typs KiHa 40 im Einmannbetrieb. Der südöstlich von Mukawa befindliche Streckenabschnitt entlang der Küste und dem lang gezogenen Hidaka-Gebirge bis Samani war seit 2015 seit dem 8. Januar 2015 wegen Unwetterschäden nicht mehr befahrbar und wurde am 1. April 2021 stillgelegt.

## Geschichte
Der Papierkonzern Ōji Seishi wählte die Stadt Tomakomai als Standort für eine Papierfabrik. Um das Werk mit Holz versorgen zu können, baute das Unternehmen eine Kleinbahn nach Tomikawa, die Tomakomai Keibentetsudō (苫小牧軽便鉄道). Die am 1. Oktober 1913 eröffnete Strecke besaß eine Spurweite von 762 mm. Eine weitere von Ōji Seishi gegründete Bahngesellschaft, die Hidaka Takushoku Tetsudō (日高拓殖鉄道), verlängerte die Strecke in zwei Etappen. Der ebenfalls in 762-mm-Schmalspur errichtete Abschnitt bis Atsuga wurde am 6. September 1924 eröffnet. Schließlich folgte am 7. Dezember 1926 das Teilstück von Atsuga nach Shizunai.
Beide Bahngesellschaften wurden am 1. Oktober 1927 verstaatlicht und die Gesamtstrecke zwischen Tomakomai und Shizunai erhielt die Bezeichnung Hidaka-Linie (日高線, Hidaka-sen). Das nun zuständige Eisenbahnministerium nahm in den folgenden Jahren eine Umspurung auf die übliche Kapspur (1067 mm) vor: Am 26. November 1929 bis Tomikawa und am 10. November 1931 bis Shizunai. Gemäß dem im Anhang des revidierten Eisenbahnbaugesetzes von 1922 enthaltenen Projekt 133 sollte die Strecke über Samani und dem Kap Erimo weiter nach Hiroo führen, wo sie auf die im Jahr 1929 eröffnete Hiroo-Linie nach Obihiro treffen würde.
Das Projekt konnte jedoch nur zum Teil verwirklicht werden. Das Ministerium eröffnete am 15. Dezember 1933 zunächst den Abschnitt von Shizunai nach Hidaka-Mitsushi. Ab dem 24. Oktober 1935 führte die Strecke weiter bis Urakawa. Schließlich erreichte sie am 10. August 1937 die Endstation Samani, während der Weiterbau nach Hiroo unterblieb. Seit 1943 trägt die Strecke die Bezeichnung Hidaka-Hauptlinie, wegen der Eröffnung der in Mukawa abzweigenden Tomiuchi-Linie (bis 1986 in Betrieb). Von 1959 bis 1986 bot die Japanische Staatsbahn zwischen Sapporo und Samani Schnellzüge an. Wegen des Baus eines Hafenbeckens erhielt die Hidaka-Hauptlinie am 1. Dezember 1962 zwischen Tomakomai und Yūfutsu eine veränderte Streckenführung. Im Zuge der Staatsbahnprivatisierung ging die Strecke am 1. April 1987 in den Besitz der neuen Gesellschaft JR Hokkaido über.
Starke Flutwellen unterspülten am 8. Januar 2015 das Gleisbett zwischen Atsuga und Ōkaribe, was die Strecke unpassierbar machte. Die Züge verkehrten daraufhin nur noch zwischen Tomakomai und Mukawa, während zwischen Mukawa und Sannami ein Schienenersatzverkehr eingerichtet wurde. Ende April 2015 kündigte JR Hokkaido die Instandsetzung und Überprüfung sämtlicher Uferverbauungen entlang der Strecke an. Doch am 12. September 2015 richtete ein Taifun zwischen Toyosato und Kiyohata sowie zwischen Atsuga und Ōkaribe weitere schwere Schäden an. Wann und ob die Strecke wieder auf ihrer ganzen Länge befahrbar sein würde, war lange Zeit ungewiss: Im November 2016 gab JR Hokkaido ein umfangreiches Rationalisierungsprogramm bekannt, von dem unter anderem die gesamte Hidaka-Hauptlinie betroffen war. Die Bahngesellschaft wollte die Anliegergemeinden dazu bewegen, einen Teil der Betriebs- und Unterhaltskosten zu tragen.
Aufgrund der geringen Fahrgastzahlen und der sehr hohen Instandhaltungskosten, einschließlich des Küstenschutzes zwischen Atsuga und Ōkaribe, hielt JR Hokkaido mehrere Treffen und Konferenzen mit Vertretern der sieben Gemeinden entlang des unterbrochenen Streckenabschnitts ab und schlug vor, auf die Reparatur der Strecke zu verzichten sowie den Schienenersatzverkehr durch eine reguläre Buslinie zu ersetzen. Im November 2019 stimmten sechs der sieben Gemeinden diesem Vorschlag zu. Der Bürgermeister von Urakawa lehnte dies jedoch mit der Begründung ab, dass es noch eine Weile dauern würde, bis die im Bau befindliche Hidaka-Schnellstraße die Gemeinde erreichen würde, weshalb die Bahnstrecke weiterhin in Betrieb bleiben müsse. Im Oktober 2020, nach fünf Jahre dauernden Verhandlungen, gelangten schließlich alle sieben Gemeinden zusammen mit JR Hokkaido zur Entscheidung, dass der beschädigte Streckenabschnitt aufgegeben werden soll. So wurde der 116,0 km lange Abschnitt Mukawa–Samani am 1. April 2021 formell stillgelegt.

## Liste der Bahnhöfe
| Name                        | km                 | Anschlusslinien    | Lage               | Ort                |
| Strecke in Betrieb          | Strecke in Betrieb | Strecke in Betrieb | Strecke in Betrieb | Strecke in Betrieb |
| --------------------------- | ------------------ | ------------------ | ------------------ | ------------------ |
| Tomakomai (苫小牧)          | 000,0              | Muroran-Hauptlinie | Koord.             | Tomakomai          |
| Yūfutsu (勇払)              | 013,1              |                    | Koord.             | Tomakomai          |
| Hama-Atsuma (浜厚真)        | 022,7              |                    | Koord.             | Atsuma             |
| Hama-Taura (浜田浦)         | 027,0              |                    | Koord.             | Mukawa             |
| Mukawa (鵡川)               | 030,5              |                    | Koord.             | Mukawa             |
| stillgelegter Abschnitt     |                    |                    |                    |                    |
| Shiomi (汐見)               | 034,5              |                    | Koord.             | Mukawa             |
| Tomikawa (富川)             | 043,6              |                    | Koord.             | Hidaka             |
| Hidaka-Mombetsu (日高門別)  | 051,3              |                    | Koord.             | Hidaka             |
| Toyosato (豊郷)             | 056,3              |                    | Koord.             | Hidaka             |
| Kiyohata (清畠)             | 061,1              |                    | Koord.             | Hidaka             |
| Atsuga (厚賀)               | 065,6              |                    | Koord.             | Hidaka             |
| Ōkaribe (大狩部)            | 071,1              |                    | Koord.             | Niikappu           |
| Seppu (節婦)                | 073,1              |                    | Koord.             | Niikappu           |
| Niikappu (新冠)             | 077,2              |                    | Koord.             | Niikappu           |
| Shizunai (静内)             | 082,1              |                    | Koord.             | Shinhidaka         |
| Higashi-Shizunai (東静内)   | 090,9              |                    | Koord.             | Shinhidaka         |
| Harutachi (春立)            | 097,0              |                    | Koord.             | Shinhidaka         |
| Hidaka-Tōbetsu (日高東別)   | 099,4              |                    | Koord.             | Shinhidaka         |
| Hidaka-Mitsuishi (日高三石) | 105,8              |                    | Koord.             | Shinhidaka         |
| Hōei (蓬栄)                 | 109,8              |                    | Koord.             | Shinhidaka         |
| Honkiri (本桐)              | 113,0              |                    | Koord.             | Shinhidaka         |
| Ogifushi (荻伏)             | 120,2              |                    | Koord.             | Urakawa            |
| Efue (絵笛)                 | 125,1              |                    | Koord.             | Urakawa            |
| Urakawa (浦河)              | 130,3              |                    | Koord.             | Urakawa            |
| Higashichō (東町)           | 132,4              |                    | Koord.             | Urakawa            |
| Hidaka-Horobetsu (日高幌別) | 136,9              |                    | Koord.             | Urakawa            |
| Utoma (鵜苫)                | 141,1              |                    | Koord.             | Samani             |
| Nishi-Samani (西様似)       | 143,6              |                    | Koord.             | Samani             |
| Samani (様似)               | 146,5              |                    | Koord.             | Samani             |